# モハメド・ウルド・ガズワニ
モハメド・ウルド・シェイク・モハメド・アフメド・ウルド・エル＝ガズワニ（アラビア語: محمد ولد الشيخ محمد أحمد ولد الغزواني, ラテン文字転写: Mohamed Ould Cheikh Mohamed Ahmed Ould el-Ghazouani, 1956年12月4日 - ）は、モーリタニアの軍人・政治家。2019年より同国の第5代大統領を務めている。元国家安全保障局長官。2024年度のアフリカ連合総会議長。

## 経歴
1956年に当時はフランス領西アフリカだったアサバ州ブムテドにて生まれた。1970年代後半にモーリタニア軍に入隊。入隊中に学士号、軍事学修士号を取得した。
ムハンマド・ウルド・アブデルアズィーズ大統領の最側近として、2005年にマーウイヤ・ウルド・シディ・アハメド・タヤ大統領や2008年にシディ・モハメド・ウルド・シェイク・アブダライ大統領を国家最高評議会のメンバーとして、国外追放した。
2018年10月、ムハンマド・ウルド・アブデルアズィーズ大統領によって、国防大臣に任命された。2019年1月の大統領選挙で大統領に当選。2020年7月9日、彼はアブデルアズィーズ前大統領の財政問題の調査を実施、石油収入、国有財産の売却と国営企業の清算で不正が発覚。同年8月にアブデルアズィーズ容疑者を逮捕、2021 年3月11日にはアブデルアズィーズ容疑者ら元側近10人を起訴した。
2024年2月17日、アフリカ連合総会にて当年度の総会議長に選出された。6月29日執行の大統領選挙では56％以上を得票し再選された。

## 私生活
家族はイスラム教徒である。医師のマリアム・ビント・ムハンマド・ファーディル・ウルド・ダーと結婚し、5人の子を儲けた。